# 建治の滝
建治の滝（こんちのたき）は、徳島県徳島市にある滝。

## 概要
一級河川吉野川の主要河川である鮎喰川の支流で西竜王山（495m）を水源とする金治谷川の沢の最上部にかかる滝。普段は水量は少なく滝壺もない為、よほどの大雨が続かない限りは迫力ある姿は見られない。
この滝は近くにある建治寺の行場となっており、至る所に石仏が祀られている。境内から滝までは、遍路道を500m程下った場所にある。一般人でも滝行ができる。

## 交通
- JR徳島駅前より徳島バス神山線（延命経由）・徳島市営バス一宮線・天の原西線「入田」下車、徒歩約40分。
- 国道192号「上鮎喰」から11km、車で約20分。